# 051 (prefisso)
051 è il prefisso telefonico del distretto di Bologna, appartenente al compartimento omonimo.
Il distretto comprende la parte settentrionale della città metropolitana di Bologna ed il comune di Cento (FE). Confina con i distretti di Ferrara (0532) a nord-est, di Imola (0542) a est, di Firenze (055) e di Porretta Terme (0534) a sud, di Modena (059) a ovest e di Mirandola (0535) a nord-ovest.

## Aree locali e comuni
Il distretto di Bologna comprende 45 comuni compresi nelle 9 aree locali di Bazzano (ex settori di Bazzano e Vergato), Bologna, Budrio (ex settori di Budrio, Medicina e Molinella), Castel San Pietro Terme (ex settori di Castel San Pietro Terme e Loiano), Cento, Malalbergo (ex settori di Malalbergo e San Pietro in Casale), San Giorgio di Piano, San Giovanni in Persiceto (ex settori di Crevalcore e San Giovanni in Persiceto) e Sasso Marconi. I comuni compresi nel distretto sono: Anzola dell'Emilia, Argelato, Baricella, Bentivoglio, Bologna, Budrio, Calderara di Reno, Casalecchio di Reno, Castel d'Aiano, Castel Maggiore, Castel San Pietro Terme, Castello d'Argile, Castenaso, Cento (FE), Crevalcore, Galliera, Granarolo dell'Emilia, Grizzana Morandi, Loiano, Malalbergo, Marzabotto, Medicina, Minerbio, Molinella, Monghidoro, Monte San Pietro, Monterenzio, Monzuno, Ozzano dell'Emilia, Pianoro, Pieve di Cento, Sala Bolognese, San Giorgio di Piano, San Giovanni in Persiceto, San Lazzaro di Savena, San Pietro in Casale, Sant'Agata Bolognese, Sasso Marconi, Valsamoggia, Vergato e Zola Predosa.